# ألان كانتاريل
ألان كانتاريل (بالفرنسية: Alain Cantareil)‏ (مواليد 15 أغسطس 1983 في فرنسا) لاعب كرة قدم فرنسي يلعب حاليا لصالح نادي الدرجة الأولى نيس الفرنسي منذ 2009 في مركز قلب الدفاع .

## روابط خارجية
- ألان كانتاريل على موقع رابطة كرة القدم الفرنسية للمحترفين (الإنجليزية)
- ألان كانتاريل على موقع قاعدة بيانات كرة القدم.إي يو (الإنجليزية)
- ألان كانتاريل على موقع Soccerway.com (الإنجليزية)
- ألان كانتاريل على موقع كووورة